# Kajo Neukirchen
Die Kajo Neukirchen GmbH ist eine von Karl-Josef Neukirchen gegründete Beteiligungsgesellschaft, die sich auf mittelständische Unternehmen spezialisiert hat. Die Gruppe investiert außerdem in Immobilien.

## Beteiligungen
Quelle:
| Unternehmen                       | Kaufjahr | Verkaufsjahr | Umsatz 2015 in Mio. € |
| --------------------------------- | -------- | ------------ | --------------------- |
| IDS-Gruppe                        | 2007     |              | 105                   |
| SGB-SMIT                          |          | 2008         | 670                   |
| surfactor                         | 2011/12  |              | 60                    |
| LGI Logistics Group International | 2011     | 2016         | 429                   |
| ITG                               | 2013     |              | 151                   |
| Lahnpaper                         | 2015     |              | 45                    |
| Seeger-Orbis GmbH                 | 2020     |              | 51,6                  |

Die Beteiligungen hatten im Geschäftsjahr 2014 zusammengerechnet 4.371 Mitarbeiter.